# Đội tuyển bóng ném nữ quốc gia Việt Nam
Đội tuyển bóng ném nữ quốc gia Việt Nam là đội tuyển đại diện cho Việt Nam thi đấu ở các giải đấu quốc tế trong môn thể thao bóng ném nữ. Đội do Liên đoàn Bóng ném Việt Nam quản lý và điều hành. Đội tuyển thường xuyên tham gia các giải đấu khu vực và châu lục như Giải vô địch bóng ném nữ châu Á, Đại hội Thể thao châu Á (ASIAD), SEA Games, cũng như các trận giao hữu quốc tế. 
Tại SEA Games 31 (tổ chức tại Việt Nam từ ngày 15–21/5/2022), đội tuyển bóng ném nữ Việt Nam đã xuất sắc giành Huy chương Vàng nội dung bóng ném trong nhà.

## Kết quả tại các giải đấu

### Giải vô địch bóng ném nữ châu Á
- 2008 – hạng 6
- 2017 – hạng 6